# Mario Bardella
Mario Bardella (Venezia, 17 settembre 1926 – Roma, 30 settembre 2014) è stato un attore, doppiatore e direttore del doppiaggio italiano, marito della doppiatrice Gabriella Genta.

## Filmografia
- L'idiota, regia di Giacomo Vaccari – miniserie TV (1959)
- Ruy Blas, di Victor Hugo, regia di Sandro Bolchi, trasmessa il 4 dicembre 1959
- I miserabili, regia di Sandro Bolchi – miniserie TV (1964)
- Racconti napoletani di Giuseppe Marotta, regia di Giuseppe Di Martino – miniserie TV (1962)
- Le inchieste del commissario Maigret, episodio L'ombra cinese – serie TV (1966)
- Il professore – film TV (1967)
- I promessi sposi, regia di Sandro Bolchi – miniserie TV (1967)
- La resa dei conti: Dal gran consiglio al processo di Verona – film TV (1969)
- Il Leone di San Marco, regia di Alda Grimaldi – miniserie TV (1969)
- Così, così... più forte, regia di Luigi Petrini (1970)
- Nero Wolfe, episodio Scacco al re per Nero Wolfe – serie TV (1971)
- Amiche andiamo alla festa, regia di Giorgio Trentin (1972)
- Giordano Bruno, regia di Giuliano Montaldo (1973)
- Non ho tempo, regia di Ansano Giannarelli (1973)
- Qui squadra mobile – serie TV (1974)
- Processo al generale Baratieri per la sconfitta di Adua, regia di Piero Schivazappa – miniserie TV (1974)
- L'Agnese va a morire, regia di Giuliano Montaldo (1976)

## Prosa radiofonica Rai
- Sulle rive della Plotinitza, radiocommedia di Wolfgang Hildesheiner, regia di Umberto Benedetto (1958)

## Prosa televisiva Rai
- Re Lear, regia di Sandro Bolchi, trasmessa nel 1960
- Giulio Cesare, regia di Sandro Bolchi, trasmessa il 19 febbraio 1965
- Sior Todero Brontolon, di Carlo Goldoni, regia di Carlo Lodovici, 1969

## Doppiaggio

### Cinema
- James Whitmore in Le ali della libertà
- James Earl Jones in Il principe cerca moglie, Sommersby
- Ernest Borgnine in L'avventura del Poseidon, The Black Hole - Il buco nero
- Hume Cronyn in Miracolo sull'8ª strada, Cocoon - L'energia dell'universo
- Victor Wong in L'ultimo imperatore, Il bambino d'oro
- Robert Prosky in La lettera scarlatta, Hoffa - Santo o mafioso?
- Joss Ackland in Arma letale 2, Miracolo nella 34ª strada
- Paul L. Smith in Popeye - Braccio di Ferro, Yado, Maverick
- Leonard Nimoy in Star Trek III - Alla ricerca di Spock
- James Doohan in Rotta verso l'ignoto
- Wilford Brimley in 10 minuti a mezzanotte, Country
- Tom Atkins in Arma letale
- Frank Vincent in Fa' la cosa giusta
- Peter Ustinov in La rivoluzione francese
- Will Geer in Due ragazzi e un leone
- Amrish Puri in Indiana Jones e il tempio maledetto
- Bruce M. Fischer in Fuga da Alcatraz
- Pete Postlethwaite in Amleto
- Oliver Reed in Mordi e fuggi
- Allan Rich in Rivelazioni
- Stanley Anderson in Schegge di paura
- Patrick Cronin in Splash - Una sirena a Manhattan
- Lou Walker in Mio cugino Vincenzo
- Pat Hingle in Chi più spende... più guadagna!
- Charles Hallahan in Body of Evidence
- Leo il gatto in Il gatto più ricco del mondo
- Will Sampson in Poltergeist II - L'altra dimensione
- Juan Cortés in Le tombe dei resuscitati ciechi
- René de la Cruz in Il tiranno Banderas
- Pavel Landovský in L'insostenibile leggerezza dell'essere
- Enrico Pagani in I sogni nel cassetto
- Umberto D'Orsi in Vedo nudo
- Marco Ferreri in Casanova '70
- Ugo Bologna in Wild Beasts - Belve feroci
- Tino Bianchi in Il corazziere

### Film di animazione
- JJ Wagstaff ne I Fluppys
- Vecchio maggiore ne La fattoria degli animali
- Tasso in Red e Toby nemiciamici
- Mercante di cavalli in L'asinello
- Einstein in Oliver & Company
- Gran Coniglio ne La collina dei conigli
- Hiram Flaversham in Basil l'investigatopo
- Pirati ne Le avventure di Peter Pan (ridoppiaggio)
- Leone in Il mago di Oz

### Cartoni animati
- Gattolardo in Cip & Ciop agenti speciali
- Zummi Gummi in I Gummi
- Dinodrillo ne I Wuzzles
- Re in I Puffi
- Re in John e Solfamì
- Baldassare in I Puffi
- Grande Glu Glu in Snorky
- Tatone in Tatino e Tatone
- La Cosa in I Fantastici 4
- Dottor Morimori (1ª voce) in Mazinga Z
- Voce narrante nei cartoni di Pippo (edizioni anni '90)